# Regina King
Regina King (Los Angeles, Califòrnia, Estats Units, 15 de gener de 1971) és una actriu i productora estatunidenca.

## Biografia
King va néixer a Los Angeles, a Califòrnia, filla de Gloria, professora, i Thomas King, electricista. Els dos es van divorciar l'any 1979. És la germana petita de l'actriu Reina King. Regina i Reina signifiquen "reina" en llatí i en espanyol, respectivament. King va estudiar al Westchester High School i a la Universitat de Califòrnia del Sud.

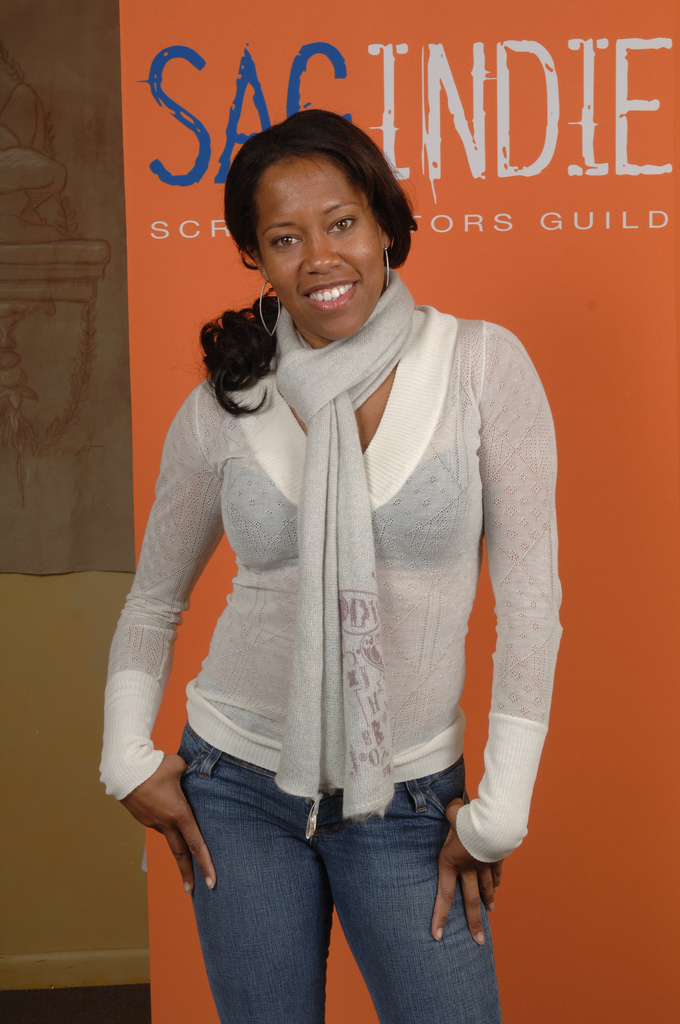
L'actriu, gener 2007.

L'any 1985, King comença la seva carrera d'actriu amb 14 anys, en el paper de Marla Gibbs, Brenda en la sitcom 227, un paper que va interpretar fins al 1990, o sigui durant cinc temporades. Enllaça al cinema, participant en films independents de John Singleton - Boyz n the Hood, Poetic Justice i Higher Learning - i algunes aparicions a sèries de televisió.
L'any 1995, és al cartell de la comèdia independent d'èxit, Friday, permetent-li d'encadenar l'any següent amb una gran producció: la comèdia dramàtica Jerry Maguire, amb Tom Cruise i Cuba Gooding Jr., del qual és l'esposa. Destaca l'any 1998 al blockbuster Enemy of the State, de Tony Scott, on interpreta aquesta vegada l'esposa de l'heroi encarnat per Will Smith, després participa en la producció familiar El meu amic Joe, interpretada per Charlize Theron.
Després d'una pila de segons papers a films i telefilms, intenta tornar a la televisió. L'any 2002, actua a la sitcom Leap of Faith, al costat de Sarah Paulson i Lisa Edelstein. Però el programa és aturat al cap d'alguns episodis. Queda doncs al cinema per a segons papers en comèdies - Escola paterna, Una rossa molt legal 2, Una Ventafocs moderna i Miss Congeniality 2: Armed & Fabulous. Però l'any 2004, destaca en la seva actuació dramàtica en un biopic oscaritzat, Ray.

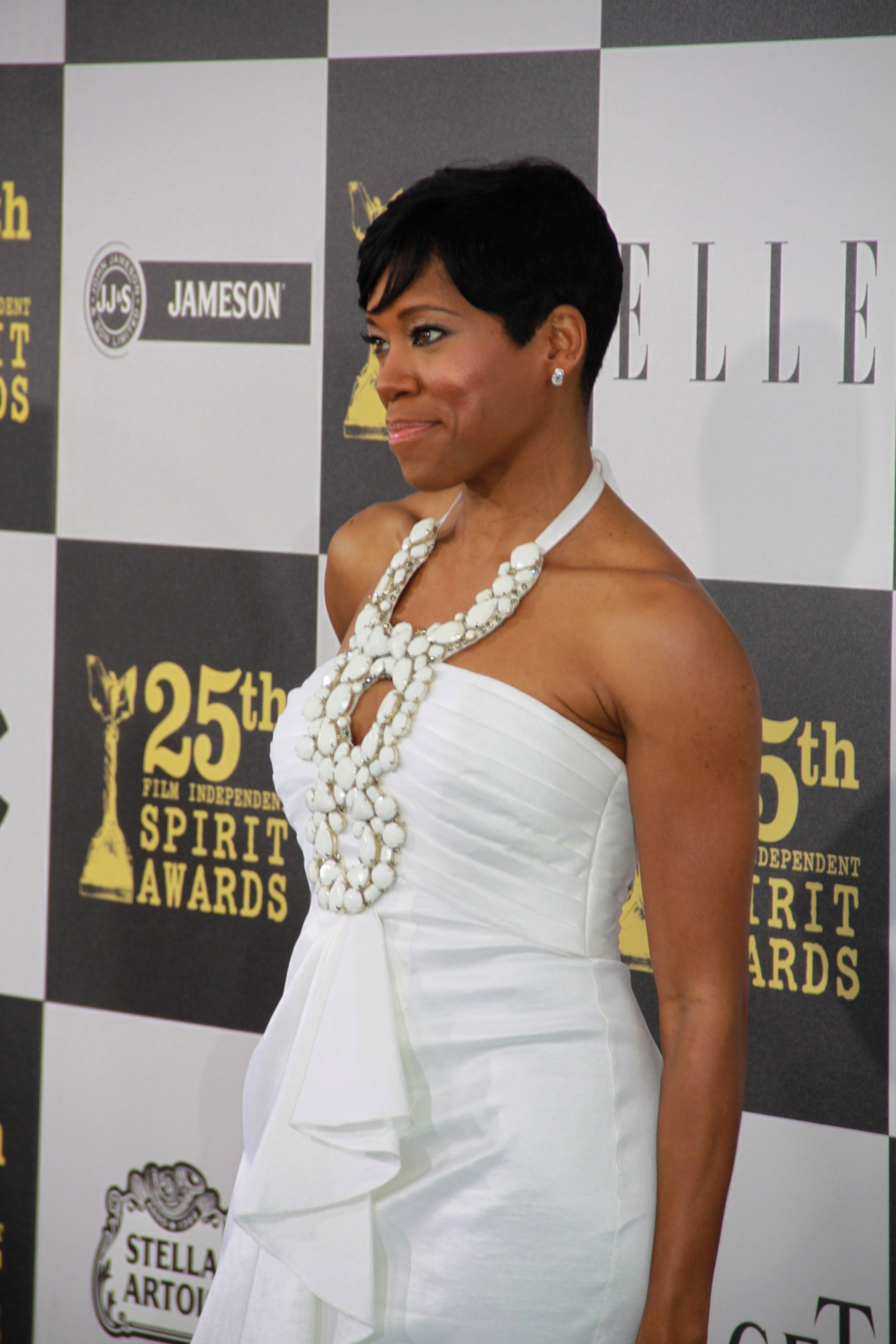
L'actriu als premis Independent Spirit 2010.

El seu retorn a la televisió s'efectua doncs en aquest registre: l'any 2007, s'uneix en la temporada 6 de la sèrie 24 hores, en el paper recurrent de Sandra Palmer. Després, l'any 2009, ella fa el principal paper femení de la sèrie policíaca Southland, on interpreta la detectiu Lydia Williams durant cinc temporades. Encadena des de 2014 un paper recurrent la quarta temporada de la sèrie dramàtica Shameless, després de la primera temporada de la sèrie de terror The Strain.
L'any 2015, fa una actuació a la sèrie antològica American Crims, que li suposa un Primetime Emmy a la millor actriu secundària en minisèrie o telefilm; després actua a la segona temporada de la sèrie dramàtica The Leftovers.
L'any 2016, assoleix novament el Primetime Emmy a la millor actriu secundària en minisèrie o telefilm per la seva interpretació de Terri LaCroix a American Crims

## Vida privada
Es casa amb Ian Alexander, el 23 d'abril de 1997. Mare d'un noi nascut el 19 de gener de 1996, demana el divorci el 8 de novembre de 2006, argumentant violència física, consum de drogues, i relacions extra-conjugals.
Entre 2011 i 2013, surt amb l'actor Malcolm-Jamal Warner. Es coneixen des dels anys 1980, quan participen encara nens, en populars sitcoms familiars de la cadena americana NBC.

## Filmografia

### Actriu
- 1985: 227 (sèrie): Brenda Jenkins
- 1991: Boyz n the Hood: Shalika
- 1993: Poetic Justice: Iesha
- 1995: Higher Learning de John Singleton: Monet
- 1995: Friday: Dana Jones
- 1996: A Thin Line Between Love and Hate: Mia Williams
- 1996: Jerry Maguire de Cameron Crowe:Marcee Tidwell
- 1998: Rituals
- 1998: How Stella Got Her Groove Back: Vanessa
- 1998: Enemy of the State de Tony Scott: Carla Dean
- 1998: Mighty Joe Young: Cecily Banks
- 1999: Where the Truth Lies (TV): Lillian Rose-Martin
- 2000: Si les parets parlessin 2 (If These Walls Could Talk 2): Allie (telefilm; segment "2000")
- 2001: Down to Earth: Sontee Jenkins
- 2002: Final Breakdown: Rayne
- 2002: Leap of Faith (sèrie): Cynthia
- 2002: Damaged Care (TV): Cheryl Griffith
- 2003: Papa cangur (Daddy Day Care): Kim Hinton
- 2003: Una rossa molt legal 2 (Legally Blonde 2: Red, White & Blonde): Grace Rossiter
- 2004: Una Ventafocs moderna: Rhonda
- 2004: Ray: Margie Hendricks
- 2005: Miss agent especial 2: Armada i fabulosa (Miss Congeniality 2: Armed and Fabulous): Sam Fuller
- 2005: The Boondocks (sèrie): Riley Freeman (veu) Huey Freeman (veu)
- 2006: Ant bully: Benvingut al formiguer (The Ant Bully) (veu)
- 2007: This Christmas: Lisa Whitfield-Moore
- 2007: 24: Sandra Palmer. (Temporada 6)
- 2008: Living Proof (TV): Ellie Jackson
- 2009 a 2013: Southland (sèrie TV): Detectiu Lydia Adams
- 2013: The Big Bang Theory (sèrie TV): Mrs. Davis
- 2014: The Strain: Ruby Wain
- 2014: Shameless (sèrie TV): Oficial Johnson
- 2014: Planes 2: Dynamite
- 2015: American Crims (sèrie TV): Aliyah Shadeed (Temporada 1)
- 2016: American Crims (sèrie TV): Terri LaCroix (Temporada 2)
- 2017: American Crims (sèrie TV): Kimara Walters (Temporada 3)
- 2016 a 2017: The Leftovers (sèrie TV) Erika Murphy[10]
- 2018: Seven Seconds: Latrice Butler
- 2018: If Beale Street Could Talk: Sharon Rivers
- 2019: Watchmen (sèrie): Det. Angela Abar/ Sister Night

### Productora
- 2002: Final Breakdown

## Premis
- Premis Primetime Emmy 2015: Primetime Emmy a la millor actriu secundària en minisèrie o telefilm per a American Crims
- Premis Primetime Emmy 2016: Primetime Emmy a la millor actriu secundària en minisèrie o telefilm per a American Crims.[11]